# Nerice leechi
Nerice leechi är en fjärilsart som beskrevs av Otto Staudinger 1892. Nerice leechi ingår i släktet Nerice och familjen tandspinnare. Inga underarter finns listade i Catalogue of Life.